# 美洲潜鸭
美洲潜鸭（学名：Aythya americana），是一种产于北美的中等大小雁鸭科潜鸭属鸟类，冬天会向南迁徙到中美洲。与美洲潜鸭最亲近的物种是红头潜鸭，帆背潜鸭是二者的姊妹群。美洲潜鸭的繁殖地包括北美洲的广泛区域，北至加拿大北部，南至加勒比海。 他们偏好的繁殖地包括不列颠哥伦比亚省、阿尔伯塔省、萨斯喀彻温省、马尼托巴省、南达科他州和北达科他州的山地，以及安大略省、魁北克省和美国南部的一些小地方。越冬地区包括美国南部的非繁殖地，并延伸到墨西哥、危地马拉、古巴和巴哈马。红头潜鸭的繁殖地和越冬地均为湿地环境。